# Adriana Nechita
Adriana Nicoleta Nechita (* 14. November 1983 in Băilești) ist eine ehemalige rumänische Handballspielerin.

## Karriere
Adriana Nechita spielte anfangs bei den rumänischen Vereinen Știința Băilești und CSS Craiova. Ab dem Jahre 2000 lief die Außenspielerin für CS Oltchim Râmnicu Vâlcea auf. Mit Oltchim Râmnicu Vâlcea gewann sie 2002, 2007, 2008, 2009, 2010, 2011, 2012 und 2013 die rumänische Meisterschaft, 2001, 2002, 2007 und 2011 den rumänischen Pokal sowie 2007 den Europapokal der Pokalsieger. Nachdem sich Oltchim Râmnicu Vâlcea 2013 aus finanziellen Gründen vom Spielbetrieb zurückgezogen hatte, schloss sie sich HCM Baia Mare an, mit dem sie 2014 die Meisterschaft sowie 2014 und 2015 den rumänischen Pokal gewann. Im Jahr 2016 legte Nechita eine Schwangerschaftspause ein.
Adriana Nechita gehörte dem Kader der rumänischen Nationalmannschaft an. Mit Rumänien gewann sie 2010 die Bronzemedaille bei der Europameisterschaft und 2015 die Bronzemedaille bei der Weltmeisterschaft. Weiterhin nahm sie an den Olympischen Spielen 2008 in Peking teil.